# Garvellachs
Garvellachs är öar i Storbritannien.   De ligger i kommunen Argyll and Bute och riksdelen Skottland, i den nordvästra delen av landet, 600 km nordväst om huvudstaden London.